# Laureano (nome)
Laureano  è un nome proprio di persona spagnolo maschile.

## Varianti in altre lingue
- Basco: Lauran[1]
- Catalano: Laureà[1], Llorà[1]
- Francese: Laurian
  - Femminili: Lauriane[3], Laurianne[3]
- Latino: Laurianus[2]
  - Femminili: Lauriana[2]

## Origine e diffusione
Continua il nome latino Laurianus, derivato da Laurus (Lauro); alcune fonti lo ricollegano all'aggettivo laureatus, "coronato d'alloro", "vittorioso".

## Onomastico
L'onomastico si può festeggiare il 4 luglio in memoria di san Laureano ("Lauriano" nelle fonti italiane), vescovo di Siviglia, martire sotto Totila.

## Persone

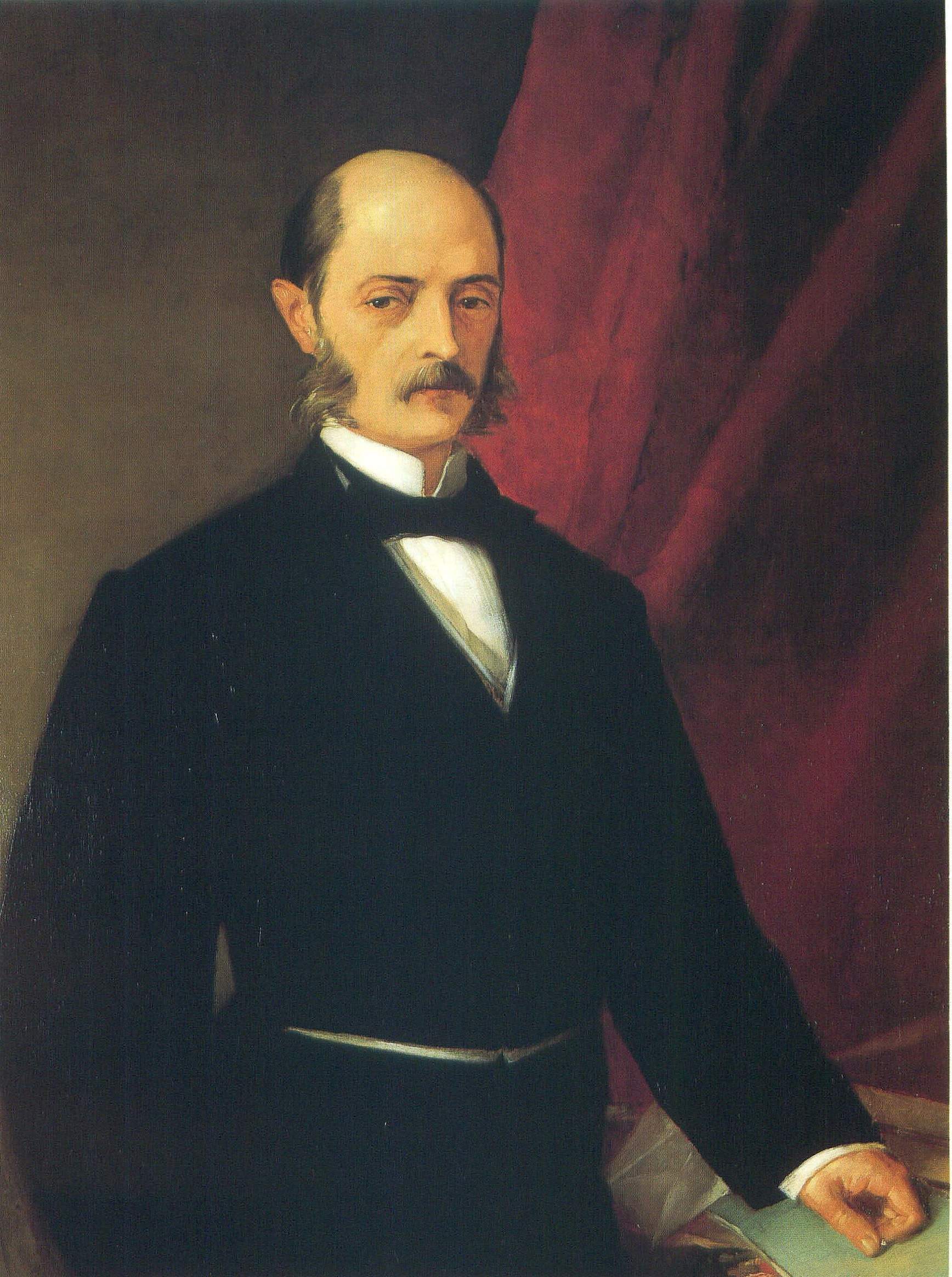
Laureano Figuerola

- Laureano Figuerola, economista e politico spagnolo
- Laureano Gómez Castro, politico colombiano
- Laureano Jaimes, calciatore venezuelano
- Laureano Rosas, ciclista su strada argentino
- Laureano Sanabria Ruiz, calciatore spagnolo
- Laureano Troncoso, calciatore argentino
- Laureano Antonio Villa Suárez, calciatore spagnolo

### Variante femminile Lauriane
- Lauriane Genest, pistard canadese
- Lauriane Gilliéron, attrice, modella e ballerina svizzera
- Lauriane Rougeau, hockeista su ghiaccio canadese